# Светски дан културне разноликости за дијалог и развој
Светски дан културне разноликости за дијалог и развој је међународни празнични дан који 21. маја. Овај дан је проглашен 2001. године на седници Генералне скупштине УНЕСKО-а.
У Универзалној декларацији УНЕСKО-а о културној разноликости, наводи се да људско достојанство захтева ширење културе и образовања у циљу правде, слободе и мира. Том историјском декларацијом државе света културну разноликост признале су као заједничку баштину човечанства.
Циљ обележавања овог дана је да слави богатство различитих култура, али и важност интеркултурног дијалога који треба да обезбеди мир и одрживи развој. Култура је целокупно друштвено наслеђе неке групе људи – научени обрасци мишљења, осећања и деловања групе, заједнице или друштва, те изрази тих образаца у материјалним објектима. Све културе и цивилизације доприносе богатству човечанства.

## Значај
Сваке године 21. мај служи за повезивање институција и организација у култури и других релевантних актера са темама Конвенције о људским правима како би их применили у свом раду.

## Теме
До сада је организовано неколико битних програма у Србији.
| Година | Теме                                                                                             |
| ------ | ------------------------------------------------------------------------------------------------ |
| 2015.  | Кинематографија као средство комуникације и сарадње                                              |
| 2014.  | Могућности коришћења наслеђа у креативној економији                                              |
| 2013.  | Стање и развој културних индустрија у Србији                                                     |
| 2012.  | Промоција пројеката из региона који су добили подршку Међународног фонда за културну разноликост |